# Brooklyn Bounce
A Brooklyn Bounce house- és trance-együttest Matthias Menck (Double M.) és Dennis Bohn (Bonebreaker) producerpáros hozta létre 1996-ban.

## Története
1996-ban jelent meg első daluk, a The Theme (of Progressive Attack), amely felkerült több európai slágerlistára. A Brooklyn Bounce élő produkciójában a producerek nem szerepeltek, a színpadon Stephan "Damon" Zschoppe énekes és két táncos, Ulrica és Maeva, alkotta a csapatot.
2000-ben Maeva távozott az együttesből, helyére Alejandra Cuevas-Moreno érkezett, és egy negyedik taggal is bővül a csapat, a 666-ból ismert René "Diablo" Behrens személyében. Az új felállás első dala a "Bass, Beats & Melody" kiemelkedő sikert ér el. 2001-ben jelent meg a következő Brooklyn Bounce-himnusz a "Club Bizarre". 2001-ben Damon kilépett az együttesből. 2002-ben a "Bring It Back" megjelenése után a csapatból távozott a két táncoslány. Folyamatos tagcserék után 2006-tól hivatalosan Diablo és Dennis Bohn alkotja a Brooklyn Bounce-t.
2010 óta főleg válogatás- és remixalbumokat adnak ki, 2011-ben és 2012-ben is megjelent egy-egy új dal, de már nem arattak sikert. 2012-ben felléptek Magyarországon is az EFOTT-on, illetve 2015-ben a Csongrádi KTN fesztiválon, illetve 2016-ban Hatvanban a Népkertben, a Hatvani Tuning- és Veterán Autókiállítás keretein belül.
Sok év sikertelenség után 2021-ben jelentetik meg a Paffendorf-al a Rave all nightot.

## Diszkográfia

### Albumok
| 1997 | The Beginning                                              | 24 | 37 | 24 | 1 |
| 1997 | The Second Attack                                          | 86 | -  | -  | 1 |
| 1998 | Re-Mixed Collection                                        | -  | -  | -  | - |
| 2000 | The Progressive Years                                      | -  | -  | -  | - |
| 2001 | Restart                                                    | 24 | -  | 25 | 3 |
| 2002 | BB Nation                                                  | 57 | -  | -  | - |
| 2004 | Best of Brooklyn Bounce                                    | -  | -  | -  | - |
| 2004 | X-pect the Un-X-pected                                     | -  | -  | -  | - |
| 2006 | Best of Brooklyn Bounce 1996–2006 (csak Ausztrália)        | -  | -  | -  | - |
| 2006 | System Shock (The Lost Album 1999) (internetes megjelenés) | -  | -  | -  | - |
| 2010 | BB-Styles                                                  | -  | -  | -  | - |

### Kislemezek
| Kiadás éve | Dal                                                   | Helyezés | Helyezés | Helyezés | Helyezés | Helyezés | Helyezés | Helyezés | Helyezés | Helyezés   | Helyezés | Helyezés | Helyezés |
| Kiadás éve | Dal                                                   | GER      | SUI      | AUT      | FRA      | NL       | HUN      | SWE      | U.S.     | U.S. Dance | UK       | FIN      | SPA      |
| ---------- | ----------------------------------------------------- | -------- | -------- | -------- | -------- | -------- | -------- | -------- | -------- | ---------- | -------- | -------- | -------- |
| 1996       | The Theme (of Progressive Attack)                     | 9        | 9        | -        | 37       | -        | 6        | -        | -        | -          | -        | -        | -        |
| 1997       | Get Ready to Bounce                                   | 6        | 21       | 7        | -        | -        | 1        | 17       | 95       | 10         | -        | 20       | -        |
| 1997       | Take a Ride                                           | 28       | 39       | 22       | -        | -        | -        | 35       | -        | -          | -        | -        | -        |
| 1997       | The Real Bass                                         | 23       | -        | 22       | -        | -        | -        | 44       | -        | 19         | -        | -        | -        |
| 1998       | The Music's Got Me                                    | 39       | 49       | 30       | -        | -        | -        | 58       | -        | 41         | 67       | -        | -        |
| 1998       | Contact                                               | 44       | -        | 38       | -        | -        | -        | -        | -        | 13         | -        | -        | -        |
| 1998       | Listen to the Bells                                   | -        | -        | -        | -        | -        | -        | -        | -        | -          | -        | -        | -        |
| 1999       | Canda! (The Darkside Returns)                         | 56       | -        | 32       | -        | -        | -        | -        | -        | -          | -        | -        | -        |
| 1999       | Funk U                                                | -        | -        | -        | -        | -        | -        | -        | -        | -          | -        | -        | -        |
| 2000       | Bass, Beats & Melody                                  | 4        | 43       | 2        | -        | -        | 11       | 47       | -        | -          | -        | -        | -        |
| 2001       | Born to Bounce (Music Is My Destiny)                  | 22       | 94       | 14       | -        | -        | 2        | -        | -        | -          | -        | -        | -        |
| 2001       | Club Bizarre                                          | 12       | 41       | 9        | -        | 4        | 14       | -        | -        | -          | -        | -        | 8        |
| 2002       | Loud & Proud                                          | 9        | 88       | 9        | -        | -        | 9        | -        | -        | -          | -        | -        | -        |
| 2002       | Bring it Back                                         | 30       | -        | 24       | -        | -        | -        | -        | -        | -          | -        | -        | -        |
| 2003       | X2X (We Want More!)                                   | 37       | -        | 33       | -        | -        | -        | -        | -        | -          | -        | -        | -        |
| 2004       | Crazy                                                 | 52       | -        | 32       | -        | -        | -        | -        | -        | -          | -        | -        | -        |
| 2005       | Sex, Bass & Rock 'n' Roll                             | 94       | -        | -        | -        | -        | -        | -        | -        | -          | -        | -        | -        |
| 2007       | The Theme (of Progressive Attack) Recall (promo only) | -        | -        | -        | -        | -        | -        | -        | -        | -          | -        | -        | -        |
| 2008       | Get Ready to Bounce Recall '08 (promo only)           | -        | -        | -        | -        | -        | -        | -        | -        | -          | -        | -        | -        |
| 2009       | Louder & Prouder                                      | -        | -        | -        | -        | -        | -        | -        | -        | -          | -        | -        | -        |